# Vevčani
Vevčani (în albaneză Veçani) este o comună din Macedonia de Nord.

## Demografie
Conform recensământului albanez din 1943 comuna era locuită de 2672 de macedoneni ortodocși, 80 de aromâni ortodocși și de 50 de albanezi ortodocși.